# Liste de personnalités du Nord-Pas-de-Calais
Cette liste recense les personnes célèbres originaires de la région Nord-Pas-de-Calais ou y ayant vécu.

## Hommes d'État

### Monarques
- Jean sans Peur, duc de Bourgogne,
- Philippe le Bon, duc de Bourgogne,
- Charles le Téméraire, duc de Bourgogne,
- Marie de Bourgogne,
- Philippe le Beau, roi de Castille et de Léon,
- Philippe II, roi d'Espagne, empereur des Indes occidentales, roi des Deux-Siciles,
- Philippe III, son successeur,
- Philippe IV, son successeur, dépossédé de la Franche-Comté, de l'Artois et d'une partie des Flandres par Louis XIV.
- Godefroy de bouillon, né à Boulogne sur mer, premier roi de jérusalem
- baudouin de boulogne, succésseur de son frère au trône du royaume de jérusalem

### Depuis 1789
- Maximilien de Robespierre, dit « l'Incorruptible », député à la Convention et promoteur de la Terreur d'État, né à Arras le 6 mai 1758, décapité en 1794,
- Maréchal Philippe Pétain (1856-1951), vainqueur de la bataille de Verdun, fondateur et chef du Régime de Vichy, né à Cauchy-à-la-Tour (Pas-de-Calais), condamné à mort pour collaboration avec l'ennemi en 1945, sa sentence sera alors commuée en prison à vie par le Général de Gaulle.
- Général Charles de Gaulle (1890-1970), chef de la France libre, puis chef du gouvernement provisoire de la République, fondateur de la Ve République, président de la République, né à Lille en 1890.

### Ministres
- Gérald Darmanin, Ministre chargé du Budget ( à partir du 17.05.2017)

- Eric Dupond-Moretti, Ministre de la Justice, Garde des Sceaux

#### Anciens ministres
- Patrick Kanner, Ministre de la Ville, de la Jeunesse et des Sports du 26 août 2014 au 10 mai 2017.
- Jean-Louis Borloo, ministre sans interruption de 2002 à 2010 : successivement ministre délégué à la Ville et à la Rénovation urbaine, ministre de l'Emploi, du Travail et de la Cohésion sociale et ministre de l'Emploi, de la Cohésion sociale et du Logement de 2002 à 2007, puis ministre de l'Économie, des Finances et de l'Emploi et ministre d'État, ministre de l'Écologie, de l'Énergie, du Développement et de l'Aménagement durables de 2007 à 2010.
- Frédéric Cuvillier, Ministre délégué chargé des transports et de l'économie maritime du 16 mai 2012 au 30 mars 2014, puis secrétaire d'État chargé des transports, de la mer et de la pêche du 31 mars au 25 août 2014
- Valérie Létard, secrétaire d'État à la Solidarité de 2007 à 2009 puis secrétaire d'État au Développement durable de 2009 à 2010
- Marc-Philippe Daubresse, secrétaire d'État chargé du Logement (mars - octobre 2004), ministre délégué au Logement et à la Ville (2004 - 2005) et ministre de la Jeunesse et des Solidarités actives (mars - novembre 2010).
- Claude Guéant, secrétaire général de la présidence de la République française (2007-2011) puis ministre de l'Intérieur, de l'Outre-mer, des Collectivités territoriales et de l'Immigration (2011-2012)
- Maurice Schumann, secrétaire d’État aux Affaires étrangères dans les cabinets Pleven, Faure, Pinay, Mayer et Laniel de 1951 à 1954. Ministre de l’Aménagement du territoire (1962), ministre d’État chargé de la Recherche scientifique et des questions atomiques (1967-1968), ministre d’État chargé des Affaires sociales (1968-1969). Ministre des Affaires étrangères de 1969 à 1973
- Martine Aubry, ministre du Travail de 1991 à 1993 puis de 1997 à 2000.
- Alain Decaux, ministre délégué auprès du ministre d’État, ministre des Affaires étrangères, chargé de la Francophonie du gouvernement Rocard no 2, du 28 juin 1988 au 16 mai 1991.
- Michel Delebarre, ministre du Travail, de l'Emploi et de la Formation professionnelle du 19/07/1984 au 19/03/1986; ministre des affaires sociales et de l'emploi du 13/05/1988 au 23/06/1988; ministre des transports et de la mer du 29/06/1988 au 23/02/1989; ministre de l'équipement, du logement, des transports et de la mer du 23/02/1989 au 21/12/1990; ministre d'État, ministre de la Ville du 22/12/1990 au 16/05/1991; ministre d'État, ministre chargé de la ville et de l'aménagement du territoire du 17/05/1991 au 02/04/1992; ministre de la fonction publique et des réformes administratives du 03/04/1992 au 29/03/1993.
- Jean-Paul Delevoye, ministre de la Fonction publique, de la réforme de l'État et de l'Aménagement du territoire de 2002 à 2004
- Guy Drut, Ministre de la Jeunesse et des Sports en 1995
- Jean-Baptiste Lebas, ministre du Travail en 1936 et ministre des PTT en 1937-1938
- Jacques Legendre, secrétaire d'État auprès du ministre du Travail du 29 mars 1977 au 31 mars 1978, puis secrétaire d'État auprès du ministre du Travail et de la participation du 2 avril 1978 au 2 octobre 1980, secrétaire d'État chargé de la Formation professionnelle du 2 octobre 1980 au 13 mai 1981.
- Guy Lengagne, secrétaire d'État à la Mer de 1983 à 1986
- Pierre Mauroy, Premier ministre de 1981 à 1984
- Norbert Ségard, secrétaire d'État du commerce extérieur (1974-1976), Secrétariat d'État aux Postes et Télécommunications (1976-1980) puis Ministre délégué auprès du Premier ministre pour la Recherche et l'application des techniques avancées
- Colette Codaccioni, ministre de la Solidarité entre les générations du gouvernement du 17 mai 1995 au 7 novembre 1995
- Maurice Thorez, ministre de la Fonction publique de 1945 à 1947 et vice-président du Conseil en 1947.
- André Delelis, secrétaire d'État au Commerce et de l'Artisanat de 1981 à 1983

### Autres hommes et femmes politiques
- Robert III d'Artois, pair de France,
- Émile Basly, né à Valenciennes en 1854, grande figure du syndicalisme, ancien député du Pas-de-Calais (troisième République), maire de Lens de 1900 à 1928 (date de sa mort)
- Albin Chalandon, ministre de la Justice et garde des Sceaux du 20 mars 1986 au 11 mai 1988, député du Nord.
- Albert Denvers, né à Oost Cappel en 1905, décédé en 2006 à Dunkerque, ancien député et sénateur, ancien maire de Gravelines, président-fondateur de la communauté urbaine de Dunkerque de 1969 à 1995, président du conseil général du Nord de 1973 à 1985, président-fondateur du BCM Gravelines.
- Jules Guesde, député de Roubaix élu en 1893, puis de 1906 à sa mort en 1922.
- Léo Lagrange (1900-1940), homme politique,
- Roger Salengro, ministre de l'Intérieur en 1936, né à Lille, le 30 mai 1890
- Jeannette Vermeersch, de son vrai nom Julie Marie Vermeersch, épouse de Maurice Thorez, française, née le 26 novembre 1910 à La Madeleine
- Charles de Gaulle, ancien Président de la République française né à Lille le 22 novembre 1890.

## Théologiens, religieux
- Saint Druon, ermite du XIIe siècle, né à Carvin
- de la Mothe Fénelon, archevêque de Cambrai
- Henri Leblanc (1825-1902).
- Henri de Lubac
- Albert Decourtray, primat des Gaules

- Achille Liénart
- Alexandre Renard, né à Avelin. Archevêque de Lyon

## Artistes
- Alfred Labille, peintre-verrier actif à Lille
- Léopold Simons, poète, peintre, caricaturiste, comédien et réalisateur français, né en 1901 à Lille
- Isidore Stanislas Helman, graveur né le 29 janvier 1743 à Lille

### Dans le domaine du théâtre et du cinéma

#### Comédiens
- La Clairon, Claire-Josèphe Léris, dite Mademoiselle Clairon, ou encore la Clairon, actrice française née à Condé-sur-l'Escaut le 25 janvier 1723 († 1803)
- Constant Coquelin, né le 25 janvier 1841 à Boulogne-sur-Mer
- Ernest Coquelin, né le 16 mars 1848 à Boulogne-sur-Mer
- Louane Emera, chanteuse et actrice, née à Hénin-Beaumont le 26 novembre 1996.
- Pierre Repp, humoriste et acteur célèbre pour son talent de bégayeur, né le 5 novembre 1909 à Saint-Pol-sur-Ternoise († 1986).
- Viviane Romance, actrice française, née le 4 juillet 1912 à Roubaix († 1991)
- Paul Meurisse, acteur français, né le 21 décembre 1912 à Dunkerque († 1979).
- Jean Lefebvre, acteur né le 3 octobre 1919 à Valenciennes, décédé le 8 juillet 2004 à Marrakech (Maroc). Il a joué de nombreux rôles au cinéma parmi lesquels : Un clair de lune à Maubeuge (1962), Les Tontons flingueurs (1963), La septième compagnie, Le gendarme…
- Jean Piat, né en 1924 à Lannoy, acteur, sociétaire de la Comédie-Française et metteur en scène, décédé le 18 septembre 2018 à Paris.
- Line Renaud, chanteuse et actrice, née le 2 juillet 1928 à Nieppe
- Jenny Clève, comédienne née le 3 avril 1930 à Roubaix
- Philippe Noiret, acteur né à Lille le 1er octobre 1930 († 2006).
- Pierre Richard, acteur, réalisateur et scénariste né le 16 août 1934 à Valenciennes. Parmi ses plus grands films : Le Distrait (1970), Le Grand Blond avec une chaussure noire (1972), Le Retour du grand blond (1974), La Chèvre (1981)…
- Sophie Daumier, comédienne née le 24 novembre 1934 à Boulogne-sur-Mer
- Brigitte Fossey, actrice née le 15 juin 1946 à Tourcoing.
- Marie-Georges Pascal, actrice née le 2 octobre 1946 à Cambrai († 1985)
- Chantal Ladesou, comédienne née le 5 mai 1948 à Roubaix
- Bruno Devoldère, acteur né le 18 mai 1948 à Roubaix († 2008).
- Ronny Coutteure, né le 2 juillet 1951 à Wervik, décédé le 21 juin 2000 à Fretin.
- François Rollin, humoriste, acteur et scénariste français né le 31 mai 1953 à Malo-les-Bains, aujourd'hui Dunkerque.
- Brigitte Lahaie, née le 12 octobre 1955 à Tourcoing, actrice pornographique et aujourd'hui animatrice radio sur RMC
- Jacques Bonnaffé né en 1958 à Douai
- Philippe Duquesne, est un acteur français né le 30 juin 1965 à Béthune
- Guy Lecluyse, acteur et humoriste né le 2 juin 1962 à Tourcoing.
- Daniel Farid Hamidou (Dany Boon), auteur, acteur et humoriste né le 26 juin 1966 à Armentières
- Jean-Paul Rouve, acteur né le 26 janvier 1967 à Dunkerque.
- Saïda Jawad, comédienne née le 13 novembre 1973 à Roubaix
- Norman Thavaud, humoriste, acteur et réalisateur sur internet, né le 14 avril 1987 à Arras.
- Valérie Bonneton, actrice.
- Ludwig Boudeweel, acteur né le 23 octobre 2000 à Dunkerque.

#### Réalisateurs
- Xavier Beauvois né le 20 mars 1967 à Bruay-la-Buissière
- René Féret né le 26 mai 1945 à La Bassée
- Bruno Dumont né le 14 mars 1958 à Bailleul
- Étienne Chatiliez né en 1952 à Roubaix
- Louis Malle né en 1932 à Thumeries il est également scénariste, acteur, producteur, Adaptateur, Directeur de la photographie, Opérateur français
- Yamina Benguigui réalisatrice et écrivaine née à Lille en 1957.
- Daniel Farid Hamidou (Dany Boon), né en 1966 à Armentières
- Arnaud Desplechin, né en 1960 à Roubaix, Réalisateur, Scénariste et Directeur de la photographie
- Julien Duvivier, né en 1896 à Lille
- Robert Enrico, né en 1931 à Liévin, scénariste et réalisateur
- Gilles Béhat, né en 1949 à Lille, scénariste et réalisateur
- René Gilson, né en 1930 à Arras, critique de cinéma et réalisateur

### Peintres
- Jehan Bellegambe, (Douai, 1470-1553), peintre
- Jan Gossaert, (Maubeuge 1478-1532), peintre
- Nicolas Régnier ( 1591-1667), peintre né à Maubeuge
- Jan Van Reyn (1610-1678), peintre
- Jean-Baptiste Monnoyer, (1634-1699), peintre
- Arnould de Vuez, (1644-1720), peintre
- Hendrick Van Blarenberghe (Bailleul 1646 - Lille 1712), ancêtre et fondateur de la dynastie de peintres lillois
- Mathieu Elias, (1658-1741), peintre
- Jean Antoine Watteau, (1684-1721), peintre
- Philippe Jonaert, (1691-1734), peintre
- Charles Carlier, (1704-1765), peintre
- Jean-Baptiste Descamps, (1706-1791), peintre
- Louis Joseph Watteau, (1731-1798), peintre
- Nicolas Truit, (1737-1787), peintre
- François Louis Watteau, (1758-1823), peintre
- Louis Léopold Boilly, (1761-1845), peintre
- Jean-Baptiste Wicar, (1762-1834), peintre
- Alexandre Abel de Pujol, (1785-1861), peintre
- Constant Dutilleux, (1807-1865), peintre
- Alphonse Colas, (1818-1887), peintre
- Henri Harpignies, (1819-1916), peintre
- Jules Breton, (1827-1906), peintre
- Émile Breton, né le 8 mars 1831 et mort le 24 novembre 1902 à Courrières, peintre
- Carolus-Duran, (1837-1917), peintre
- Jean-Joseph Weerts, (1846-1927), peintre
- Pharaon de Winter, (1849-1924), peintre
- Francis Tattegrain, (1852-1915), peintre
- Henri-Edmond Cross, (1856-1910), peintre
- Georges Maroniez , (1865-1933), peintre
- Émile Bernard, (1868-1941), peintre
- Henri Matisse, (1869-1954), peintre
- Édith Vaucamps (1879-1953), peintre et écrivaine née à Maubeuge.
- Jean Baltus, (1880-1946), peintre
- Lucien Jonas, (1880-1947), peintre
- Auguste Herbin, (1882-1960), peintre de l'abstraction géométrique
- Félix Del Marle, (Pont-sur-Sambre 1889 - Courbevoie 1952), peintre
- Marcel Gromaire, (1892-1971), peintre
- Victor Simon (Bruay en Artois 1903 - Arras 1977)
- Édouard Pignon, (1905-1993), peintre
- Félix Labisse, (1905-1982), peintre
- Eugène Leroy (Tourcoing 1910 - Wasquehal 2000), peintre
- André Dauthuille, (1918-1999), peintre
- Maurice Boitel, (1919-2007), peintre
- Georges Mathieu, (1921-2012), peintre
- Jean Parsy, (né le 18 février 1930 à Lille), peintre
- Geneviève Claisse (Quiévy 1935 - Dreux 2018) peintre.
- Pierre Lorthioir (Saint-Amand-les-Eaux 1937- 2010), peintre et dessinateur.
- Xavier Degans, peintre, sculpteur, mosaïste et lithographe français né à Dunkerque en 1949
- Jean-Noël Vandaele artiste-peintre né à Ghyvelde en 1952.

### Cartonnier
- Michel Degand, (né en 1934 à Loos-lez-Lille), cartonnier et peintre lillois.

### Sculpteurs
- Renaud Masquelier sculpteur né en 1974, à Lesquin.
- Jean de Boulogne (1529-1608), sculpteur né à Douai.
- Pierre de Francqueville (1548-1615), sculpteur né à Cambrai.
- Jean-Baptiste Carpeaux, (1827-1875), sculpteur valenciennois.
- Charles Henri Joseph Cordier (1827 Cambrai - 1905 Alger).
- Gustave Crauk (1827 Valenciennes - 1905 Meudon) , artiste valenciennois du XIXe siècle.
- Henri Biebuyck (1835 Wakken - 1907 Lille), artiste belge qui a vécu à Lille XIXe siècle.
- Theophile Bra (1797-1863), sculpteur douaisien né et mort à Douai.
- Silviane Léger, (1945 Lille - 2012 Tourcoing), sculptrice tourquennoise.
- Jehan de Boulogne dit Giambologna, sculpteur né à Douai en 1529 et mort à Florence le 14 août 1608.
- Marie Fresnaye (1856-1936) sculptrice et céroplaste de Marenla.

### Architectes
- Simon Vollant, (1622-1694) architecte Lillois.
- Michel-Joseph Lequeux, (1753-1786) architecte Lillois.
- Benjamin Joseph Dewarlez, (1767-1819) architecte Lillois.
- Achile Dewarlez, (1797-1871) architecte de la ville de Tourcoing.
- Philippe Cannissié, (1799-1877) architecte de la ville de Lille.
- Charles Benvignat, (1805-1877) architecte Lillois.
- Alexandre Grigny, (1815-1879) architecte diocésain arrageois.
- Charles Leroy, (1816-1876) architecte néogothique Lillois.
- Clovis Normand, (1830-1909) architecte Hesdinois.
- Louis Marie Cordonnier, (1854-1940) architecte haubourdinois.
- Carlos Batteur, (1844-1913) architecte Lillois.
- Émile Dubuisson, (1873-1947) architecte Lillois.
- Jean Dubuisson, (1914-2011) architecte Lillois.

### Musique

#### Compositeurs
- Guillaume Dufay, (v. 1400-1474), peut-être né à Cambrai, y a travaillé et y est mort
- Johannes Ockeghem (v. 1425-1497), compositeur et chanteur, considéré comme le grand maître de la polyphonie du Nord
- Antoine Busnois (1430-1492), compositeur et poète
- Josquin des Prez (1440-1521), compositeur, surnommé le « Prince de la musique » par ses contemporains
- Pierre de la Rue (v. 1450-1518), l'un des compositeurs les plus marquants de l’âge d’or de la polyphonie flamande
- Pierre de Manchicourt (v. 1510-1565), compositeur flamand né à Béthune vers 1510 et mort à Madrid vers 1562, maître de chapelle à Tournai, a également travaillé à Arras
- Jehan Titelouze (v. 1563-1633), né à Saint-Omer organiste et compositeur, considéré comme le père fondateur de l’École française d’orgue
- Pierre Alexandre Monsigny (1729-1817), né à Fauquembergues, compositeur, considéré comme l’un des créateurs de l'opéra-comique français
- Marie-Alexandre Guénin (1744-1835), né à Maubeuge, mort à Étampes
- Eugène Walckiers (1793-1866), compositeur, flûtiste, né à Avesnes-sur-Helpe
- Victor Magnien (1802-1885), né à Épinal, mort à Lille, violoniste, guitariste, chef d'orchestre, professeur, compositeur français et directeur du conservatoire de Lille
- Edmond de Coussemaker (1805-1876), de Bailleul
- Ferdinand Lavainne (1814-1893), compositeur, professeur de piano et directeur du conservatoire de Lille
- Édouard Lalo (1823-1892), compositeur né à Lille
- Théophile Semet (1824-1888), compositeur, chef d'orchestre et timbaliste, né à Lille
- Louis-Auguste-Florimond Ronger dit Hervé (1825-1892), né à Houdain, considéré comme le père de l'opérette française
- Félix-Alexandre Guilmant (1837-1911), organiste, compositeur, professeur et éditeur
- Auguste Taccoen (1844-1892), compositeur de plus de 3 000 chansons, né à Lille
- Pierre Degeyter (1848-1932), compositeur de L'Internationale
- Émile Ratez (1851-1934), altiste né à Besançon et mort à Lille
- Albert Roussel (1869-1937), né à Tourcoing
- Raymond Loucheur (1899-1979), né à Tourcoing
- Eugène Bozza (1905-1991), compositeur et directeur du conservatoire de Valenciennes de 1950 à 1975
- Bruno Coquatrix (1910-1979), né à Ronchin, auteur - compositeur il a composé plus de 300 chansons dont plusieurs opérettes
- Robert Lannoy (1915-1979), né à Saint-Amand-les-Eaux et mort à Lille, directeur du conservatoire de Lille
- Henri Dutilleux (1916-2013), a grandi et fait sa formation musicale à Douai, le conservatoire à rayonnement régional de Douai porte son nom
- Georges Delerue (1925-1992), né à Roubaix, compositeur de musiques de films
- Jean-Claude Darnal (1929-2011), né à Douai, auteur-compositeur-interprète, il a été écrit la chanson Quand la mer monte créée par Raoul de Godewaersvelde
- Guy Peersen (1930-2005), né à Grand-Fort-Philippe, contrebassiste de jazz et compositeur
- Ida Gotkovsky (1933-), née à Calais, compositrice et pianiste
- Jean-Pierre Wallez (1939-), de Lille, violoniste et chef d'orchestre, créateur de l'Ensemble Orchestral de Paris
- Max Méreaux (1946-) compositeur et musicologue né à Saint-Omer
- Alain Raës (1947-2023), pianiste né à Roubaix, père du pianiste Tristan Raës et du violoniste Florestan Raës
- Michel Sanchez (1957-), compositeur, né à Somain
- Eric Mouquet (1960-), né à Valenciennes, compositeur et producteur
- Damien Top (1963-), né à Rouen mais investi localement à Cassel, compositeur, ténor
- Vincent Handrey (1969-) compositeur né à Denain
- Romain Leleu (1983-), trompettiste, concertiste, « Révélation instrumentale » aux Victoires de la Musique classique en 2009

#### Musiciens
- Martin Berteau (1691-1771), violoncelliste et compositeur
- Jacques-Philippe Lamoninary (1707-1802), violoniste et compositeur né à Maroilles et mort à Boulogne-sur-Mer
- Pierre Baumann (1795-1872), compositeur, chef d'orchestre, altiste, violoncelliste, corniste, bassoniste, corniste, clarinettiste et professeur de violoncelle et composition au conservatoire de Lille, né et mort à Lille
- Auguste-Joseph Franchomme (1808-1884), violoncelliste, né à Lille
- Stanislas Verroust (1814-1863), hautboïste et compositeur, né et mort à Hazebrouck
- Charles Verroust (1826-1887), bassoniste et compositeur, né à Hazebrouck et mort à Paris
- Jules Herman (1830-1911), flûtiste et professeur au conservatoire de Lille, né à Douai et mort à Lille
- Jules Delsart (1844-1900), violoncelliste
- Élisa de Try (1846-1922), violoncelliste, née à Cambrai, morte à Lambersart
- Edmond Deren (1846-1931), hautboïste et professeur au conservatoire de Lille, né et mort à Lille
- Alfred Quesnay (1846-1910), flûtiste et professeur au conservatoire de Lille, né et mort à Lille
- Maurice Darcq (1872-1930), violoncelliste, né et mort à Lille
- Ferdinand Capelle (1883-1942), clarinettiste et professeur au conservatoire de Lille, né à Neuf-Berquin et mort à La Madeleine
- Guillaume Sutre (1969-), né à Douai, violoniste fondateur du Trio Wanderer puis premier violon du Quatuor Ysaÿe, professeur à UCLA (Los Angeles)
- Franck Marco (1969-), né à Maubeuge. Batteur, artiste-peintre, compositeur, pédagogue. Il a joué avec Les Innocents, Camille Bazbaz, Saule, Wasis Diop, Charlie Winston, Sebastien Martel, Larry Schneider...

#### Luthiers
- Joseph Hel (1842-1902), né à Mazirot (Vosges) et mort à Lille

#### Chanteurs
- Xavier Lacouture auteur compositeur interprète dunkerquois
- Isabelle Aubret, chanteuse
- Axiom, rappeur
- Pierre Bachelet, chanteur qui a beaucoup chanté sur le Nord Pas de Calais
- Patrice Marlone, chanteur
- Jean-Claude Darnal
- Alexandre Desrousseaux, chansonnier, né le 1er janvier 1820 à Lille, compositeur du P'tit Quinquin
- Louane Emera, chanteuse et actrice, née à Hénin-Beaumont le 26 novembre 1996.
- Raoul de Godewaersvelde, chanteur
- Vincent Handrey, créateur de la comédie musicale Arenberg sur la vie des mineurs mais aussi interprète du spectacle Ah qu'est-ce qu'on est bien dans le Nord !
- Jac Oustic (Jean-Pierre Banach) auteur, compositeur, interprète né à Courrières le 8 décembre 1962.
- Gustave Nadaud, chansonnier né à Roubaix en 1820
- Line Renaud, chanteuse surnommée « La demoiselle d'Armentières »
- William Schotte, chanteur - compositeur né dans les Flandres maritimes
- Renaud Séchan, chanteur, qui a des origines dans le Nord du côté de sa mère (dont un grand-père mineur)
- Didier Super, chanteur auteur-compositeur, né en 1973 à Douai
- Jules Watteeuw (dit « le Broutteux ») (1849 - 1947), écrivain, chanteur et poète patoisant de Tourcoing
- Jacques Yvart, chanteur auteur-compositeur de chansons à textes. Chanteur également espérantiste
- Anne Ducros, chanteuse de jazz née près de Boulogne-sur-Mer (Pas-de-Calais) en 1959
- Gradur, Wanani Gradi Mariadi de son vrai nom, né à Roubaix en 1990
- Edmond Tanière, chanteur né à Fouquières-lez-Lens
- Bernard Minet chanteur né en 1953 à Hénin-Beaumont
- Luv Resval, (1997-2022), rappeur, né à Cambrai le 6 janvier 1997.

#### Groupes
- Les Capenoules
- Les Blaireaux
- Les Mauvaises Langues
- Marcel et son orchestre
- Stocks
- MAP (Ministère des Affaires Populaires), groupe de rap
- Loudblast, groupe de Death metal
- Art Zoyd, groupe mêlant free jazz, rock progressif et avant-garde électronique
- Skip the Use, victoire de la musique 2012
- Presque Oui
- Club Cheval, groupe electro originaire de Lille
- Klingande, duo electro originaire de Croix
- PZK, originaire d'Armentières
- T21, groupe coldwave d'Abscon

### Danseurs
- Hakim Ghorab, chorégraphe des chanteurs M. Pokora et Shy'm et pour de nombreux show TV (The Voice) né à Calais (Pas-de-Calais)
- Inès Vandamme, danseuse professionnelle originaire de Saint Pol sur Mer près de Dunkerque (Nord)

### Auteurs de bandes dessinées
- François Boucq, né à Lille en 1955.
- Emmanuel Civiello, né en 1973 à Lille.
- Alain Dodier, né à Dunkerque en 1955.
- Éric Hérenguel, né en 1966 à Douai.
- Jo Manix (Joëlle Guillevic), née en 1966 à Carvin
- Pierre Makyo ou Makyo, de son vrai nom Pierre Fournier, né à Dunkerque en 1952.
- Marion Poinsot, née en 1978 à Dunkerque (?).
- Fabien Rypert, né en 1964 à Lille, prix Alph-art Jeunesse 7/8 ans
- Tronchet, Didier Vasseur
- Sti (Ronan Lefebvre), né à Lille en 1974.

## Intellectuels
- Ferdinand Dubois de Fosseux, parrain de Robespierre homme de lettres et personnage politique arrageois
- Roger Decottignies, juriste, enseignant-chercheur en droit, ayant exercé au Sénégal et en Savoie
- Auguste Angellier, poète, enseignant, fut le premier professeur de langue et littérature anglaises de la Faculté des Lettres de Lille, Critique et historien de la littérature, il fit sensation à la Sorbonne en attaquant les théories de Taine dans sa thèse sur Robert Burns.

### Écrivains
- Antoine François Prévost d'Exiles, plus connu sous son titre ecclésiastique d'abbé Prévost, est un romancier, historien et traducteur français (1697-1763), né le 1er avril 1697 à Hesdin (Artois), auteur de Manon Lescaut
- Germaine Acremant (1889-1986), née à Saint-Omer
- Paul Adam (1862-1920)
- Robert Beauvais (1911 - 1982), vécut une partie de sa vie à Audresselles
- Georges Bernanos (1888 - 1948), grandit à Fressin (Pas-de-Calais)
- Élisabeth Bourgois, romancière, née le 10 août 1950, à Templeuve (Nord)
- Michel Butor, né à Mons-en-Barœul le 14 septembre 1926.
- Jean Dauby (Valenciennes) (1919-1997), journaliste, écrivain et éditeur des histoires de Cafougnette inventées par le Denaisien Jules Mousseron.
- Alain Decaux, né en 1925 à Lille, historien, Il a été élu à l'Académie française en 1979.
- Annie Degroote, née le 16 décembre 1949 à Hazebrouck
- Armand Dehorne, poète né à Vieux-Mesnil en 1882
- Paul Demeny, poète de Douai né en 1844 ami de Rimbaud
- Marceline Desbordes-Valmore, poétesse et femme de lettres née à Douai en 1786
- Marie Desplechin, journaliste et écrivaine née à Roubaix en 1959
- Michel de Swaen (1654-1707), né et mort à Dunkerque
- Charles Deulin, journaliste et écrivain né à Condé-sur-Escaut en 1827
- Pierre Dhainaut, poète et écrivain né à Lille en 1935
- Jacques Duquesne, journaliste et écrivain né à Dunkerque en 1930
- Roger Facon romancier né en 1950 à Monchecourt
- Guy Fontaine agrégé de l'Université; Auteur versé dans la littérature européenne; expert scientifique-consultant au Conseil de l'Europe. Directeur de la villa Marguerite-Yourcenar du Mont-Noir. Né à Bruay-en-Artois en 1956.
- Jean Froissart, chroniqueur né à Valenciennes
- Paul Gadenne, né à Armentières en 1907
- René Ghil, poète symboliste né à Tourcoing en 1862
- Jacquemart Giélée, poète né à Lille
- Paul Hazard, historien et essayiste né à Noordpeeneen 1878, il est élu membre de l'Académie française en 1940
- Pierre Herbart, romancier et essayiste, né à Dunkerque en 1903
- René Huyghe, né à Arras en 1906
- Emmanuel Looten, poète né à Bergues en 1908
- Charles-Joseph Panckoucke, né à Lille en 1736
- Jean Piat, écrivain né en 1924 à Lannoy, il remporta des prix décernés par l'Académie française
- Michel Quint, auteur entre autres du livre qui a inspiré le film Effroyables Jardins
- Nadine Ribault, bien qu'étant née à Paris en 1964, vit sur la Côte d'Opale qui est devenue son lieu privilégié d'inspiration.
- Charles-Augustin Sainte-Beuve, né à Boulogne-sur-Mer en 1804
- Albert Samain, poète symboliste né à Lille en 1858
- André Stil, écrivain français né en 1921 à Hergnies, Il a été élu membre de Académie Goncourt en 1977.
- Guillaume Brodzki, Poète né en 1977 à Bois-Bernard.
- Franck Thilliez romancier français né en 1973
- Julien Torma (Cambrai 1902-1933), écrivain, dramaturge et poète
- Maxence Van der Meersch (° 1907, Roubaix - † 1951, Le Touquet-Paris-Plage), écrivain
- Patrick Varetz, né à Marles-les-Mines en 1958.
- Théo Varlet, né à Lille en 1878, poète et écrivain fantastique entre autres
- Jules Watteeuw, poète et dramaturge d'expression picarde né à Tourcoing en 1849
- Marguerite Yourcenar (1903-1987) vécut jusqu'en 1912 à Lille et dans une propriété familiale située au mont Noir (Nord).

### Philosophes
- Jean Buridan, (°1300 +1358), philosophe français, fut l'instigateur du scepticisme religieux en Europe.
- Chanoine Raymond Vancourt, professeur de philosophie aux Facultés Catholiques de Lille.

Auteur d'ouvrages de philosophie. Élevé au titre des Juste des Nations.

### Scientifiques
- Ernest Baltus (1851-1937), médecin, doyen de la faculté de Lille, professeur de physiologie
- Charles Barrois (1851-1939), géologue.
- Henri Béghin (1876-1969), mécanicien.
- Albert Besson, médecin et biologiste
- Louis Désiré Blanquart-Evrard, chimiste
- Joseph Boussinesq (1842-1929), professeur, mathématicien, hydraulicien.
- Alphonse Buisine (1856-1918), chimiste, titulaire de la chaire de chimie.
- Albert Calmette (1863-1933), médecin, il a découvert le BCG. Il a créé puis dirigé l'Institut Pasteur de Lille
- Albert Châtelet (1883-1960), mathématicien, homme politique.
- Georges Chaudron (1891-1976), chimiste, titulaire de la chaire de chimie.
- Benjamin Corenwinder (1820-1884), chimiste, industriel.
- Benoît Damien (1848-1934), physicien, doyen.
- Camille Dareste de la Chavanne (?-?), zoologiste.
- Gustave Demartres (1848-1919), mathématicien, doyen.
- Gérard Debreu, économiste américain d'origine française né à Calais (1921-2004). Il a reçu en 1983 le « prix Nobel » d'économie pour ses travaux sur l'équilibre général.
- Édouard Dhorme (1881-1966) assyriologue, sémitisant, philologue, historien des religions.
- Jean Dieudonné, mathématicien français (1906-1992) né à Lille
- Guillaume Duchenne, médecin
- René Dumont (1904-2001), ingénieur agronome, sociologue et fondateur de l'écologie politique
- Alfred Ernout, latiniste
- Pierre Fleury (1894-1976), physicien.
- Alfred Giard (1846-1908), zoologiste.
- Jules Gosselet (1832-1916), géologue, premier titulaire de la chaire de géologie de la Faculté des sciences.
- Maurice Godelier, anthropologue
- Ernest Hamy, anthropologue et ethnologue
- Paul Hallez (1846-1938), zoologiste, biologiste marin.
- Joseph Kampé de Fériet (1893-1982), physicien, titulaire de la chaire de mécanique de 1930 à 1969.
- Frédéric Kuhlmann (1803-1881), chimiste.
- Claude Auguste Lamy (1820-1878), chimiste, découvreur du thallium.
- Gaspard Thémistocle Lestiboudois (1797-1876), botaniste, médecin, homme politique.
- Jean-Baptiste Lestiboudois (1715-1804), botaniste.
- Joseph Liouville, mathématicien né à Saint-Omer en 1809, mort à Paris en 1882.
- Gabriel Alcippe Mahistre (1811-1860), mathématicien, mécanicien.
- Auguste Mariette, égyptologue
- André Martinot Lagarde (1903-1986), physicien, directeur de l'Institut de mécanique des fluides de Lille (ONERA Lille).
- Henri Pariselle (1884-1972), chimiste et auteur prolifique de manuels.
- Paul Pascal (1880-1968), chimiste, titulaire de la chaire de chimie
- Henri Padé (1863-1953), mathématicien.
- Jean Perrin, physicien né à Lille le 30 septembre 1870, mort à New York le 17 avril 1942
- Albert Petot (1851-1927), mécanicien.
- Alphonse Pinart, explorateur, linguiste et ethnologue
- Édouard Quénu, chirurgien
- Charles Viollette (1823-1898), chimiste, doyen.
- Henri Tresca (12 octobre 1814 à Dunkerque – 21 juin 1885 à Paris) est un ingénieur mécanicien français, professeur au Conservatoire national des arts et métiers de Paris.

## Militaires

### Militaires de carrière
- Jean Bart (1650-1702), né et mort à Dunkerque
- Pierre du Buat (1734-1806), fortificateur de Condé-sur-Escaut et Valenciennes, maître d'œuvre du canal de la Lys à l'Aa, directeur de la Compagnie des mines d'Anzin
- Charles Delestraint (1879-1944), né à Biache-Saint-Vaast, mort à Dachau, premier chef de l'Armée Secrète et Compagnon de La Libération.
- Charles de Gaulle, colonel invaincu, commandant une division blindée en 1940 à Montcornet (voir "chefs d'État")
- Charles François Dumouriez (1739-1823), général en chef de l'armée du Nord, natif de Cambrai
- Louis Léon César Faidherbe né le 3 juin 1818 à Lille, général, colonisateur, commandant de l'armée du Nord.
- Virginie Ghesquière, né en 1786 à Deûlémont, héroïne napoléonienne, elle se fait engager à la place de son frère dans le 27e de Ligne, où elle servit pendant six ans avant d'être reconnue comme femme
- Edmond Marin la Meslée (Valenciennes 1912 - 1945) As de l'aviation le plus titré de la campagne de France
- Adolphe Édouard Casimir Joseph Mortier (°1768 Le Cateau-Cambrésis - †1835 Paris), duc de Trévise, maréchal d'Empire (1804)
- Dominique-Joseph René Vandamme (1770-1830), né et mort à Cassel, général et comte de l'Empire, pair des Cent-Jours, grand-croix de la Légion d'honneur
- Jean-Baptiste Juvénal Corbineau, né en 1776 à Marchiennes, général de division de Napoléon Bonaparte, comte de l'Empire, grand-croix de la Légion d'honneur et pair de France, sauva la Grande Armée au passage de la Bérésina (1812)
- Armand Charles Guilleminot, né à Dunkerque en 1774, général de division.
- Louis Joseph Auguste Saint-Laurent, général de division né à Dunkerque en 1763
- Marc-Antoine de Saint-Pol Hécourt, capitaine de l'escadre des vaisseaux du roi à Dunkerque
- Mamès Cosseron de Villenoisy militaire du second empire né à Dunkerque en 1821

### Résistants
- Yvonne Vendroux, épouse du général Charles de Gaulle, née le 22 mai 1900 à Calais
- Louise de Bettignies née le 15 juillet 1880 à Saint-Amand-les-Eaux
- Henriette Moriamé née le 22 mars 1881 à Saint-Waast
- Louise Thuliez née à Preux-au-Bois
- René Bonpain, né à Dunkerque en 1908.
- Lucien Janssoone, né à Ghyvelde en 1898

## Élus de la région

### Président du conseil régional du Nord-Pas-de-Calais
- Daniel Percheron
- Michel Delebarre
- Marie-Christine Blandin
- Noël Josèphe
- Pierre Mauroy

### Députés de la région
- Marine Le Pen, députée (RN) de la Onzième circonscription du Pas-de-Calais.
- Adrien Quatennens, député (LFI) de la Première circonscription du Nord et coordinateur national de La France insoumise.
- Fabien Roussel, député (PCF) de la Vingtième circonscription du Nord, ancien candidat à la présidentielle de 2022 et secrétaire national du Parti communiste français.

### Présidents du conseil départemental du Nord et du Pas-de-Calais
Pas-de-Calais : Jean-Claude Leroy
Nord : Christian Poiret

### Maires des principales villes du Nord-Pas-de-Calais
- Frédéric Leturque est le maire (Les Centristes) d'Arras
- Frédéric Cuvillier, maître de conférence, maire (PS) de Boulogne-sur-Mer
- Natacha Bouchart est le maire (LREM) de Calais
- François-Xavier Villain est maire (LR) de Cambrai
- Frédéric Chéreau est le maire (PS) de Douai
- Patrice Vergriete est le maire (app. LREM) de Dunkerque
- Sylvain Robert est le maire (PS) de Lens
- Martine Aubry est le maire (PS) de Lille
- Arnaud Decagny est le maire (UDI) de Maubeuge
- Laurent Degallaix est le maire (Horizons) de Valenciennes
- François Decoster est le maire (MoDem) de Saint-Omer

## Industriels et chefs d’entreprise
- Charles Seydoux développa au début du XIXe siècle l'industrie lainière au Cateau
- Louis Blériot, né à Cambrai, ingénieur, industriel et aviateur.
- Jean Prouvost, né le 24 avril 1885 à Roubaix et mort le 17 octobre 1978 à Yvoy-le-Marron, industriel, patron de presse et homme politique français.
- Gérard Mulliez, né à Roubaix, fondateur du Groupe Mulliez (Auchan, Flunch, Boulanger, Décathlon…)
- Ferdinand Beghin, né à Thumeries en 1902 travaillant dans les secteurs du sucre et du papier, oncle de Louis Malle réalisateur
- Bernard Arnault, né à Roubaix, propriétaire du groupe LVMH , il est à la tête de l’une des premières fortunes du Monde actuellement.
- Victor Vergriete, né à Dunkerque, Directeur Général de Corsair Int., 2e compagnie aérienne de France, ancien de Thomas Cook, il est connu pour avoir révolutionné le monde de la Publicité, Il a également travaillé pour TF1

## Sportifs

### Dirigeants
- Gervais Martel, Président du Racing Club de Lens, né en 1954 à Oignies
- Francis Decourrière, Président du Valenciennes Football Club, Ancien Président de l'Union Sportive Valenciennes Olympic
- Louis Henno, Président du LOSC de 1944 à 1959, né en 1896 à Lille

### Athlétisme
- Guy Drut, Athlète français devenu homme politique, né le 6 décembre 1950 à Oignies
- Michel Jazy, Athlète français né le 13 juin 1936 à Oignies
- Jean Wadoux, Athlète français né le 29 janvier 1942 à Saint-Pol-sur-Ternoise
- Marcel Hansenne, Athlète français né le 24 janvier 1917 à Tourcoing
- Jules Noël (sportif), Athlète français né le 27 janvier 1903 à Norrent-Fontes
- Étienne Laisné, Athlète français né le 5 août à Allouagne
- Martial Mbandjock athlète né à Roubaix.
- Pierre Legrain, né en 1920 à La Neuville, lanceur de marteau et entraîneur de Guy Drut
- Jocelyn Delecour (né le 2 janvier 1935 à Tourcoing) est un athlète français spécialiste du 100 et du 200 mètres
- Marfil Nicolas resident 59 et 62 athlète handisport lancé de poids et de disque natif de Nouvelle Caledonie

### Basket
- Jean Degros, né le 18 novembre 1939, à Pecquencourt, est un joueur et entraîneur de basket-ball français, élu à l'Académie du basket-ball français en 2007.
- Pierre Galle, joueur et entraîneur de basket né à Calais le 13 janvier 1945
- Jean Galle, entraîneur de basket
- Nando de Colo, joueur professionnel né à Sainte-Catherine, le 23 juin 1987, évoluant au CSKA Moscou et en Équipe de France.
- Benjamin Chevillon, joueur de basket fauteuil au Chicago Bulls Wheelchair, capitaine de l'équipe de France espoirs et all star NBA wheelchair en 2013.
- Hervé Dubuisson, surnommé Dub, né le 8 août 1957 à Douai. 254 sélections en équipe de France de basket-ball

### Boxeur
- Charles Humez, né le 18 mai 1927 à Méricourt, ancien boxeur
- Georges Carpentier, né à Liévin le 12 janvier 1894, mort à Paris le 28 octobre 1975. Champion du monde des mi-lourds le 12 octobre 1920 à Jersey City (États-Unis) en mettant KO Battling Levinsky.
- Daouda Sow boxeur né à Roubaix.
- Saïd Rachidi boxeur né à Lille en 1986.

### Canoë-Kayak
- Marie Delattre, pratiquant la course en ligne au club de l'ASL Saint-Laurent-Blangy.
- Thomas Simart, céiste à l'ASL Saint-Laurent-Blangy.
- Mathieu Goubel, céiste au club de Boulogne-Sur-Mer, Champion d'Europe 2008, Vice-champion du monde 1 000 m en 2009.

### Cyclisme
- Maurice Garin, (3 mars 1871 à Arvier, commune italienne de la Vallée d'Aoste - 19 février 1957 à Lens), vainqueur du premier Tour de France en 1903 à l'âge de 32 ans
- Alain Vasseur, né le 1er avril 1948 à Cappelle-la-Grande, ancien coureur cycliste
- Sylvain Vasseur, né le 26 février 1946 à Cappelle-la-Grande ancien coureur cycliste
- Cédric Vasseur, né le 18 août 1970 à Hazebrouck, coureur cycliste. Professionnel depuis 1994. 10 participations au Tour de France, 2 victoires d'étapes en 1997 et 2007, Maillot jaune en 1997
- Laurent Desbiens, né le 16 septembre 1969 à Mons-en-Barœul, ancien coureur cycliste français, professionnel de 1992 à 2001. Participations au Tour de France.
- Louis Déprez (né en 1921, décédé en 1999) était coureur cycliste professionnel de 1946 à 1960, il a remporté la première édition des Quatre Jours de Dunkerque, en 1955 et a participé à cinq Tour de France.
- Arnaud Tournant, pistard cycliste français, né à Roubaix le 5 avril 1978. multiple champion du monde de vitesse (en individuel ou par équipe), recordman du monde du kilomètre départ arrêté…
- Jean Stablinski, né le 21 mai 1932 à Thun-Saint-Amand, Nord - décédé le 22 juillet 2007. Ancien coureur cycliste français d'origine polonaise. Il fit une brillante carrière professionnelle de 1952 à 1968 en remportant au total 105 victoires dont un titre de champion du monde de cyclisme sur route en 1962.
- Jean-Marie Leblanc, né le 27 juillet 1944 à Fontaine-au-Bois. Ancien coureur cycliste professionnel de 1966 à 1971. Il a été directeur de la société du Tour de France de 1989 à 2005.
- Gilbert Scodeller né le 10 juin 1931 à Saint-Laurent-Blangy, décédé le 13 avril 1989 à Arras. Coureur cycliste vainqueur de Paris-Tours 1954.

### Escrime & fleuret
- Loïc Attely (né en 1977 à Cambrai), membre de l'équipe de France senior de fleuret au sein de laquelle il a été champion du monde.
- Laurence Modaine née le 28 décembre 1964 à Douai, médaillée olympique
- Emmanuel Broutin (Somain 1826 - San Sebastian 1883) maître d'armes à Madrid
- Gérard Lefranc (né le 7 mai 1935 à Calais), membre de l'équipe de France, champion du monde épée par équipe 1962

### Football
- Léopold De Groof, footballeur, international belge, né le 2 février 1896 à Lille
- Marceau Somerlinck, footballeur né le 4 janvier 1922 à Lille (Lille-Moulins), décédé en 2005
- Jean Baratte, footballeur puis entraîneur né le 7 juin 1923 à Lambersart, décédé en 1986
- Jean Vincent, footballeur né le 29 novembre 1930 à Labeuvrière, décédé en 2013
- Raymond Kopa, footballeur né le 13 octobre 1931 à Nœux-les-Mines, décédé en 2017
- Bernard Chiarelli, ancien footballeur né le 24 février 1934 à Valenciennes
- Maryan Wisnieski, footballeur né le 1er février 1937 à Calonne-Ricouart
- Robert Budzynski, footballeur né le 21 mai 1940 à Calonne-Ricouart
- Georges Lech, ancien footballeur international (le plus jeune au monde) né le 2 juin 1945 à Montigny-en-Gohelle
- Bernard Lech, ancien footballeur né le 5 octobre 1946 à Billy-Montigny
- Gérard Houllier, entraîneur de football, né le 3 septembre 1947 à Thérouanne
- Daniel Leclercq, footballeur puis entraîneur, né le 4 septembre 1949 à Trith-Saint-Léger
- Christian Synaeghel, ancien footballeur né le 28 janvier 1951 à Leffrinckoucke
- Didier Six, ancien footballeur, international français né le 21 août 1954 à Lille
- Jean-Pierre Papin, footballeur né le 5 novembre 1963 à Boulogne-sur-Mer
- Jean-Guy Wallemme, footballeur puis entraineur né le 10 août 1967 à Maubeuge
- Éric Sikora, footballeur né 4 février 1968 à Courrières
- Pierre Laigle, footballeur, international français né le 12 septembre 1970 à Auchel
- Laurent Dufresne, footballeur né le 2 mars 1972 à Calais
- Orlando Silvestri, footballeur né le 20 octobre 1972 à Lille
- Jérôme Leroy, footballeur né le 4 novembre 1972 à Béthune
- Philippe Brunel, footballeur né le 28 février 1973 à Boulogne-sur-Mer
- Pascal Cygan, footballeur né le 29 avril 1974 à Lens
- Antoine Sibierski, footballeur né le 5 août 1974 à Lille
- Djezon Boutoille, footballeur né le 9 novembre 1975 à Calais
- Yoann Lachor, footballeur né le 17 janvier 1976 à Aire-sur-la-Lys
- Laurent Leroy, footballeur né le 16 avril 1976 à Saint-Saulve
- Romain Pitau, footballeur né en 1977 à Douai
- Daniel Moreira, footballeur né le 8 août 1977 à Maubeuge
- Jérémie Janot, footballeur né le 11 octobre 1977 à Valenciennes
- Yohan Demont, footballeur né le 15 mai 1978 à Valenciennes
- Rudy Mater, footballeur né le 13 octobre 1980 à Valenciennes
- Geoffrey Dernis, footballeur né le 24 décembre 1980 à Grande-Synthe
- Franck Ribéry, footballeur né le 7 avril 1983 à Boulogne-sur-Mer
- Mathieu Debuchy, footballeur né le 28 juillet 1985 à Fretin
- Yohan Cabaye, footballeur né le 14 janvier 1986 à Tourcoing
- Jerry Vandam, footballeur né en 1988 à Lille
- Gaël Kakuta, footballeur né en 1991 à Lille
- Alassane Pléa, footballeur, né en 1993 à Lille.
- Raphaël Varane, footballeur, international français né le 25 avril 1993 à Lille
- Benjamin Bourigeaud, footballeur évoluant au Al-Duhail SC, né le 14 janvier 1994 à Calais
- Adrien Tameze, footballeur, né en 1994 à Lille.
- Théo Pellenard, footballeur, né en 1994 à Lille.
- Benjamin Pavard, footballeur, né le 28 mars 1996 à Maubeuge
- Martin Terrier, footballeur né en 1997 à Armentières
- Lucas Tousart, footballeur né le 29 avril 1997 à Arras

### Tennis
- Henri Leconte, né le 4 juillet 1963 à Lillers
- Pauline Parmentier, née le 31 janvier 1986 à Cucq
- Lucas Pouille, né le 23 février 1994 à Grande-Synthe

### Tennis de table
- Jacques Secrétin, né en 1949 à Carvin

### Plongée
- Loïc Leferme, né le 28 août 1970, apnéiste

### E-sport
- Mathieu Herbaut, né le 9 novembre 2000, joueur professionnel de Counter-Strike: Global Offensive sous le pseudonyme « ZywOo » jouant pour l'équipe Vitality[1],[2]

## Divers

### Aventuriers
- Eugène-François Vidocq, aventurier français, né à Arras le 23 juillet 1755, bagnard puis chef de la sûreté de Napoléon et de Charles X, célèbre pour avoir inspiré le personnage de Vautrin, alias Carlos Herrera dans La Comédie humaine de Balzac

### Radio-télévision
- Évelyne Thomas, ex-présentatrice journal régional 19/20 FR3 en 1991.
- Bruno Masure, présentateur du journal de TF1 de juillet 1984 jusqu'en juillet 1990. Il a également travaillé à la radio (Radio Monte-Carlo) et depuis 2005 sur France Inter.
- Pascal Levent, né en 1959 à Ferrière-la-Grande (Nord), producteur et animateur de télévision et de radio, ancien collaborateur de Guy Lux. Rédacteur en chef de Planet'Seniors puis de Générations.
- Alain Decaux, né en 1925 à Lille, il a animé de nombreuses émissions traitant de l'histoire, en particulier avec son complice et ami André Castelot, mais aussi avec Jean Tulard et Marcel Jullian.
- Laurent Delahousse, journaliste présentateur du journal de F2, né en 1969 à Croix.
- Jean Réveillon, né en 1948 à Burbure (Pas-de-Calais), journaliste, directeur régional de FR3 Nord-Pas-de-Calais - Picardie fin des années 1980, puis directeur des sports de France Télévision, directeur général chargé de l'antenne de France 3, secrétaire général de UER et depuis 2010 conseiller spécial du président de France Télévision et directeur des relations internationales.
- Yannick Hornez, auteur, poète, clown, magicien et animateur culinaire sur la chaîne TNT Wéo
- Julien Wzorek, journaliste, auteur et animateur de radio et télévision
- Brakhlia Salhia, journaliste politique pour BFM TV, née a Condé-sur-Escaut.

### Criminels
- Robert François Damiens, né le 9 janvier 1715 à La Thieuloye, près d'Arras (Pas-de-Calais), régicide, écartelé en place de grève le 28 mars 1757.
- David Hotyat, né à Arras, en 1972, originaire de Biache-Saint-Vaast, auteur de la tuerie du Grand-Bornand.
- Dino Scala, né le 21 avril 1961, originaire de Pont-sur-Sambre, surnommé par les médias « le Violeur de la Sambre » et condamné en 2022.